# تپه زاوه
تپه زاوه مربوط به سده‌های ۵ تا ۷ ه.ق است و در شهرستان تربت حیدریه، بخش زاوه، دهستان زاوه، ۱ کیلومتری شرق روستای زاوه واقع شده و این اثر در تاریخ ۱۸ اسفند ۱۳۸۷ با شمارهٔ ثبت ۲۴۹۹۸ به‌عنوان یکی از آثار ملی ایران به ثبت رسیده است.